# Le Broc (Puy-de-Dôme)
Le Broc é uma comuna francesa na região administrativa de Auvérnia-Ródano-Alpes, no departamento de Puy-de-Dôme. Estende-se por uma área de 17,45 km². Em 2010 a comuna tinha 712 habitantes (densidade: 40,8 hab./km²).